# JAMA
Journal of the American Medical Association (JAMA) je strokovno recenzirana medicinska revija, ki jo 48-krat na leto izda American Medical Association. Objavlja izvirne raziskave, recenzije in uvodnike, ki pokrivajo vse vidike biomedicine. Revija je bila ustanovljena leta 1883. Nathan Smith Davis je bil njen ustanovn urednik.
Leta 1960 je revija dobila svoj sedanji naslov JAMA: Journal of the American Medical Association. Običajno je imenovana kar z okrajšavo JAMA.